# Інцидент Ліги крові
Інцидент Ліги крові (яп. 血盟団事件, Також можна перекласти як «Інцидент у Корпусі кровопролиття») це була змова в 1932 році з метою проведення серії політичних вбивств на території Японської імперії, ціллю екстремістів були багаті японські бізнесмени і японські ліберальні політики. Ця екстремістка група обрала двадцять жертв, але зуміли вчинити лише два політичних вбивства, серед їх жертв були: колишній міністр фінансів Японської імперії й голову японської політичної партії «Конституційно-демократична партія» (Японська імперія) пан Джунноске Іноуе та генерального директора холдингової компанії Mitsui Ден Такума.

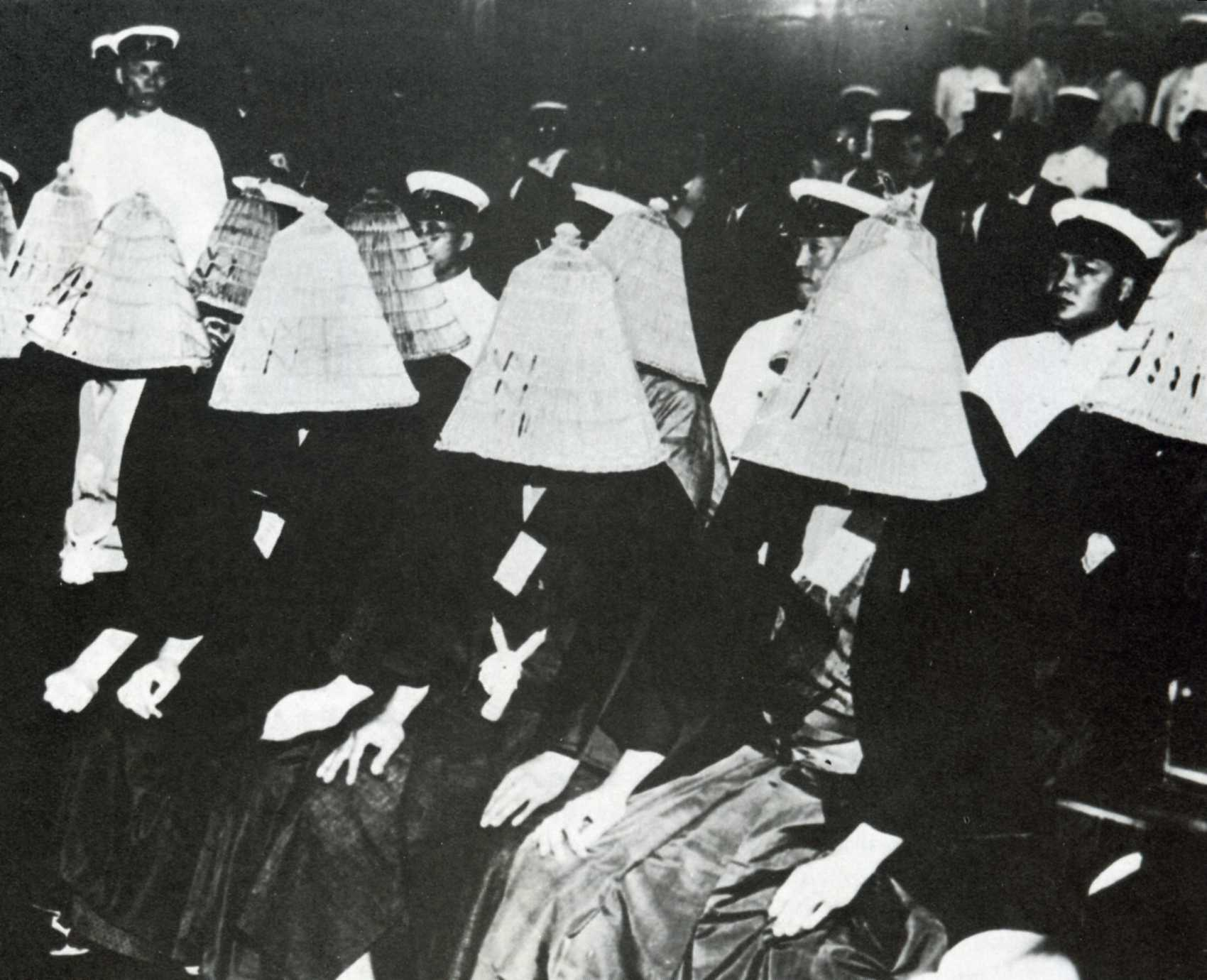
Підсудні «Ліги крові» очікують суду

Японська влада зуміла арештувати вбивць, що призвело до виявлення в японській чинній цивільній владі представників японської ультранаціоналістичної групи, яку очолював самозваний буддійський проповідник пан Ніссьо Іноуе.

## Фон
Ніссьо Іноуе народився під ім’ям «Іноуе Сіро»  в 1886 році на території Японської імперії в префектурі Гунма, Ніссьо Іноуе провів роки свого юного дорослого життя як мандрівник і шукач пригод, зрештою він опинився на півночі та північному сході Китаю, де він збирав інформацію для імператорської армії Японської імперії. Після низки містичних переживань у 1923–1924 роках Ніссьо Іноуе переконався, що Японська імперія потребує духовного відродження і що саме він покликаний стати її рятівником. Він заснував власну школу в префектурі Ібаракі для сприяння аграрності та соціальних реформ, ця школа поступово  перетворилася на навчальний центр для японських ультраправих радикалів. Він прийняв ім'я «Ніссьо»(«Покликаний Сонцем») разом з ідеями та символами, похідними від буддизму секти Нітірен-сю.
Після невдалої спроби державного перевороту в Японській імперії, спроба якого була здійснена  японськими правими армійськими офіцерами та японським ультранаціоналістичним таємним товариством «Сакуракай» в 1931 році, Ніссьо Іноуе переконався, в тому, що національні реформи в Японській імперії можуть бути досягнуті лише шляхом насильницького протистояння з тим, що він вважав силами зла: прозахідні японські ліберальні політики та інтереси бізнесу так звані «дзайбацу». Ніссьо Іноуе розробив гасло «ichinin issatsu» («одна людина, одне вбивство») і склав список із двадцяти японських політиків й бізнес-лідерів, чиє вбивство стане першим кроком до повернення верховної політичної влади в Японській імперії до японського імператора ця ідеологічна (світоглядна) платформа, відома в історії як «Реставрація Сьова».
Перша група підготовлена Ніссьо Іноуе встановила контакт із групою японських екстремістських офіцерів Імперського флоту Японської імперії, які рішуче заперечували проти прийняття Японською імперією умов Вашингтонського військово-морського договору 1922 року, а також групою японських правих студентів університету зі столиці імперії міста Токіо.  Ніссьо Іноуе роздав своїм послідовникам автоматичні пістолети типу Browning; однак лише двоє з його послідовників зуміли виконали своє завдання. 

## Політичні вбивства
9 лютого 1932 року один з виконавців завдання Шо Онума застрелив пана Дзюнноске Іноуе, коли той вийшов зі свого автомобіля в початковій школі Комамото в місті Токіо, в цій школі він повинен був виступити з політичною промовою. 5 березня 1932 року інший виконавець завдання, Горо Хішінума чекав біля входу в банк Міцуї в Ніхонбасі, Токіо, з фотографією в кишені своєї майбутньої жертви пана Такуми Дана. Коли пан Такуми Дана прибув, Горо Хішінума застрелив його на місці. Обох виконавців політичних вбивств було затримано одразу. 11 березня 1932 року Нісхо Іноуе добровільно здався в Департамент столичної поліції Токіо. Через два місяці в Японській імперії відбувся інцидент 15 травня 1932 року, під час цього інциденту японські військово-морські офіцери, включно з деякими, пов’язаними з «Лігою крові», вбили прем’єр-міністра Японської імперії Інукая Цуйосі.

## Наслідки
Термін «Ліга крові» насправді є трохи  неправильним. Оскільки у ньому йдеться про присягу на вірність, яку склала жменька змовників, але по факту немає жодних доказу того, що цю присягу вони складали кров'ю «кровна присяга» в будь-якому технічному сенсі. Однак термін «Ліга крові» (яп. 血盟団)  з’явився в популярній японській пресі під час судового процесу над виконавцями вбивств так і над самим угрупованням і надалі був прийнятий головним прокурором.
З історичного погляду, найважливішим наслідком кривавого інциденту пов'язаного з «Лігою крові» випливають саме із судового процесу над ними, цей судовий процес дав пану Ніссьо Іноуе, та його послідовникам платформу (майданчик) для трансляції (агітації) своїх ультранаціоналістичних поглядів. Це призвело до того що багато хто в японській громадськості перейнялися співчуттям до мети з «Лігою крові», якщо не їхнім методам. Після судового процесу,  судам стало важче суворо поводитися з японськими активістами які використовували тероризм як засіб для досягнення своєї мети, оскільки вони стверджували, що діють в інтересах японського імператора. У більш загальному сенсі судовий процес і його наслідки сприяли розмиванню верховенства права в Японській імперії 1930-х років.
Засуджений до довічного ув'язнення в 1934 році, Ніссьо Іноуе врешті решт був звільнений за загальною амністією в 1940 році й помер вже після закінчення другої світової війни у 1967 році. Цей випадок надихнув центральний сюжет роману японського письменника та політичного діяча Юкіо Місіми «Коні-втікачі».